# 形式主义 (数学哲学)
在数学哲学中，形式主义是一个在十九世纪末到二十世纪初由大卫·希尔伯特等数学家与哲学家发展出的重要数学哲学理论。 形式主义者的中心思想是数学并非是一门致力于描述现实世界的科学，而是更接近于一种使用既定规则对一组初始字符串进行操作来产生更多字符串的文字游戏。形式主义通常认为，比起化学和物理等科学，数学其实更接近于卢多或象棋之类的游戏。 根据形式主义，数学命题描述的不是数字、集合、三角形或任何其他的数学对象——事实上，它们根本不描述任何东西。相反，数学命题只是无意义的、遵从数学语法的句子，必须要由其他人给出解释之后才有意义。形式主义与其他数学哲学理论相左，包括数学实在论、逻辑主义或和直觉主义。

## 对形式主义的批判
哥德尔通过推翻推公理系统的一致性问题指出了形式主义的弱点之一。
罗素认为形式主义无法解释数字在日常生活中的使用。比方说 “这间房间里有3个人“ 中的 “3” 指的绝非是一个无意义的数学对象，而是现实生活中存在的3个人。
此外，形式主义也无法解释为何数学在自然科学中有如此不可思议的效用。